# Председник Совјетског Савеза
Председник Совјетског Савеза је био први човек Совјетског Савеза од 15. марта 1990. до 25. децембра 1991. Михаил Горбачов је био прва и једина особа која је вршила ову дужност. Горбачов је такође био Генерални секретар Комунистичке партије Совјетског Савеза (позиција коју је држао од марта 1985) између марта 1990. и августа 1991. Он је значајно повећао своју моћ као председник све док коначно није поднео оставку на место Генералног секретара након покушаја државног удара 1991.
Ова функција није постојала до 1990; претходно је вођа совјетске државе био Председник централног извршног комитета Совјетског Савеза од 1922-1938; Председник Президијума Врховног совјета од 1938—1989, а затим Председник Врховног совјета од 1989-1990.
Од половине 1920их, сва извршна политичка власт је била у рукама Генералног секретара КПСС, док је председник вршио само симболичне дужности. Почевши са Леонидом Брежњевим од 1977, четири генерална секретара је симултано служуло као Председници Врховног совјета током свог мандата.

## Списак шефова државе
- Председник извршног комитета Сверуског конгреса совјета

Напомена: Први Централни извршни комитет Сверуског конгреса Совјета изабран јуна 1917 није био влада и његов председник није био шеф руске државе. Ово се променило на Другом сверуском конгресу совјета током Октобарске револуције.
- - Лав Камењев - (9. новембар 1917 — 21. новембар 1917)
  - Јаков Свердлов - (21. новембар 1917 — 16. март 1919) (умро током мандата)
  - Михаил Владимирски (16. март 1919 — 30. март 1919) (вршилац дужности)
  - Михаил Калињин (30. март 1919 — 19. јул 1938))

Напомена: 30. децембра 1922. створен је Совјетски Савез. Састојао се од Совјетске Русије (РСФСР) и осталих совјетских република под влашћу комуниста. Михаил Калињин је задржао свој положај Председника централног извршног комитета Сверуског конгреса совјета и такође је постао председник новооснованог Централног извршног комитета Совјетског Савеза. Оба положаја су била више церемонијална, посебно у каснијим годинама.
- Председник Централног извршног комитета Совјетског Савеза (здружено)
  - Михаил Калињин (30. децембар 1922 — 12. јануар 1938)
  - Григориј Петровски (30. децембар 1922 — 12. јануар 1938)
  - Александар Червјаков (30. децембар 1922 — 16. јун 1937)
  - Нариман Нариманов (30. децембар 1922 — 19. март 1925)
  - Газанфар Мусабеков (21. мај 1925. - јун 1937)
  - Недирбај Ајтаков (21. мај 1925 — 21. јул 1937)
  - Фајзула Ходзајев (21. мај 1925 — 17. јун 1937)
  - Нусратула Лутфуљајев (18. март 1931 — 4. јануар 1934)
  - Абдуло Ракхимбајев (4. јануар 1934. - септембар 1937)
- Председник Президијума Врховног совјета Совјетског Савеза
  - Михаил Калињин (17. јануар 1938 — 19. март 1946)
  - Николај Шверник (19. март 1946 — 6. март 1953)
  - Климент Ворошилов (15. март 1953—7. мај 1960)
  - Леонид Брежњев (7. мај 1960 — 15. јул 1964)
  - Анастас Микојан (15. јул 1964 — 9. децембар 1965)
  - Николај Подгорни (9. децембар 1965 — 16. јун 1977)
  - Леонид Брежњев (16. јун 1977 — 10. новембар 1982) (умро током мандата)
  - Василиј Кузњецов (10. новембар 1982 — 16. јун 1983) (вршилац дужности)
  - Јуриј Андропов (16. јун 1983 — 9. фебруар 1984) (умро током мандата)
  - Василиј Кузњецов (9. фебруар 1984 — 11. април 1984) (вршилац дужности)
  - Константин Черњенко (11. април 1984 — 10. март 1985) (умро током мандата)
  - Василиј Кузњецов (10. март 1985 — 27. јул 1985) (вршилац дужности)
  - Андреј Громико (27. јул 1985 — 1. октобар 1988)
  - Михаил Горбачов (1. октобар 1988 — 25. мај 1989) промењено име функцији
- Председник Врховног совјета Совјетског Савеза
  - Михаил Горбачов (25. мај 1989 — 15. март 1990)
  - Анатолиј Лукијанов (15. март 1990 — 26. децембар 1991)

Напомена:15. марта 1990. већина власти је пребачену у новоосновану канцеларију Председника Совјетског Савеза. Анатолиј Лукијанов је био изабран за председника Врховног совјета да би заменио Михаила Горбачова. Иако је задржао своје име, Председник Врховног совјета је сада био председник парламента, а не шеф државе. Стварне извршне власти је задржао Михаил Горбачов.
- Председник Совјетског Савеза
  - Михаил Горбачов (15. март 1990 — 25. децембар 1991) (функција укинута распадом Совјетског Савеза)
  - Генадиј Јанајев (19. август 1991 — 21. август 1991) (вршилац дужности за време државног удара)